# René-Aymar de Roquefeuil et du Bousquet
Pour les autres membres de la famille, voir Famille de Roquefeuil Blanquefort.
René-Aymar, vicomte de Roquefeuil et du Bousquet, né le 15 juillet 1718 à Plévin et mort le 1er juillet 1780 à Brest, est un officier de marine et aristocrate français du XVIIIe siècle. Il sert dans la Marine royale et termine sa carrière avec le rang de chef d'escadre des armées navales.

## Biographie

### Origines et famille
Il est issu de la famille de Roquefeuil Blanquefort, une ancienne famille noble du Rouergue, d'extraction chevaleresque dont la filiation prouvée remonte à 1393. La famille de Roquefeuil Blanquefort a donné au royaume de France plusieurs officiers généraux.
Il est le second fils du marin Jacques Aymar de Roquefeuil (1665-1744) et de Jeanne Louise du Main d'Augerets.
Son père, s'illustre dans les combats navals des Orcades, Lauwick, Bressey Sound, et à la bataille du cap Béveziers. Il est connu pour avoir coulé  au combat plus de vingt vaisseaux et pris quatorze vaisseaux de ligne à l'ennemi hollandais ou anglais dont trois à l'abordage. Il parvient au grade de Lieutenant général des armées navales en 1741 et fait office de Vice-amiral en l'absence d'un titulaire. En 1744, il commande dans la Manche, une escadre de dix-neuf vaisseaux, partis de Brest, en vue de favoriser la descente du prince Charles en Angleterre, lorsqu'il meurt à bord de son vaisseau Le Superbe, le 8 mars, à l'âge de 79 ans, sans qu'il puisse voir se réaliser la promesse qui lui avait été faite du bâton de Maréchal de France après la campagne. 
Son frère aîné, Aymar Joseph de Roquefeuil (1714-1782), s'illustrera également dans la Marine du Roi. Lieutenant général des armées navales, il est nommé vice-amiral de la flotte du Levant. 

### Carrière dans la Marine royale
René-Aymar de Roquefeuil entre jeune dans la Marine du Roi. Il intègre une compagnie de Garde de la marine en 1733 au département de Brest, au début de la guerre de Succession de Pologne. Il est nommé enseigne de vaisseau en 1738.
Il embarque le 1er février 1739 sur la flûte de 50 canons l’Atlas, chargée de transporter des troupes de la Marine en Louisiane. Lors du voyage de retour, il survit au naufrage de son bâtiment sur l’île d’Ouessant dans la nuit du 1er au 2 décembre 1739. Il prend ensuite le commandement de la corvette de 12 canons la Perle du 25 avril au 13 septembre 1745. Il est promu Lieutenant de vaisseau le 1er janvier 1746. 
Il commande successivement la Palme en 1746, puis la frégate de 32 canons la Sirène du 13 août au 11 septembre 1746, et la frégate de 26 canons le Castor, du 12 septembre au 31 décembre 1746.

#### Bataille du Cap Finisterre
Le 25 octobre 1747 dans le cadre de la guerre de Succession d’Autriche, une escadre française commandée par le marquis de l'Estenduère s'oppose à un flotte britannique dirigée par l'amiral Edward Hawke. Les Français escortent un important convoi de 252 navires marchands à destination des Antilles lorsqu'ils sont interceptés au large du cap Finisterre. En infériorité numérique, avec seulement 8 vaisseaux de ligne contre 14 côté britannique, l’escorte française tente de protéger le convoi en se plaçant en ligne de bataille. La manœuvre anglaise, permet de concentrer la puissance les navires français, entraînant une violente bataille de sept heures. Six navires français sont capturés, dont  Le Fougueux à bord duquel était René-Amyar. Si le convoi marchand est en grande partie sauvé, la défaite reste sévère pour la marine française, tant sur le plan matériel que stratégique. Cette victoire britannique renforce la domination navale anglaise, contribue à asphyxier le commerce colonial français et précipite les négociations de paix qui aboutiront au traité d’Aix-la-Chapelle en 1748.

#### Travaux à la Cour de Versailles
En 1752, il est nommé chevalier de Saint-Louis et l’un des premiers membres ordinaires de l’Académie de marine qui venait de se créer. L'année suivante, en 1753, il participe à ses travaux en rédigeant une trentaine de mots du dictionnaire de la marine. Lors de sa refondation en Académire Royale en 1769, il est confirmé dans sa qualité de membre ordinaire avant d'être promu membre honoraire le 21 mai 1773.

De 1754 à 1764, il est le gouverneur du prince de Lamballe à Versailles, fils du Duc de Penthièvre, amiral de France. Ce dernier soutient d'ailleurs en 1755 René-Aymar en sollicitant auprès de Louis XV sa promotion au grade de capitaine de vaisseau qu'il recoit le 1er octobre 1755: 

« Monsieur le duc de Penthièvre demande que le chevalier de Roquefeuil, gouverneur de Monsieur le prince de Lamballe soit promu au grade de capitaine de vaisseau. Le chevalier de Roquefeuil est un fils cadet de feu Monsieur de Roquefeuil, lieutenant général des armées navales de ce nom. Il sert depuis 22 ans, il a fait 15 campagnes, a fait naufrage sur l'Atlas en 1739, a été fait prisonnier sur le Fougueux au combat de Monsieur de l'Estenduère en 1747. Il a eu de plus 3 commandements. Ses services et ceux de ses pères, les espérances qu'il donne pour l'avenir et l'éducation de Monsieur le prince de Lamballe dont il est chargé peuvent engager Sa Majesté à lui accorder le grade de capitaine de Vaisseau avant son rang. »

Le 1er octobre 1764, il reçoit le commandement de la compagnie des gardes du Pavillon Amiral à Brest qui avait pour but de regrouper l’élite des gardes de la marine. Il en conserve le commandement jusqu’à sa mort et y acceuillera son neveux Innocent-Adrien-Maurice en 1964 et ses fils Alexandre-Amable en 1770 et Jacques-Aymar 1776. Ce commandement lui est conféré directement du Roi à la suite de la sollicitation du duc de Choiseul et de son protecteur le Duc de Penthièvre.

#### Retour dans la marine
Il reprend la mer en 1761 et assure du 11 mars au 30 août 1766 le commandement du vaisseau de 64 canons le Saint Michel. Entre le 9 octobre 1768 et le 3 février 1769, il navigue sur la frégate de 36 canons la Terpsichore du puis à nouveau sur le Saint-Michel du 26 mai au 5 décembre 1769.
Promu brigadier des armées navales en 1765, il est chargé en 1769 du transport de troupes aux colonies à la tête des vaisseaux Le Solitaire, L'Hippopotame et La Blanche. 
En 1771, il commande par intérim de son frère Aymar Joseph la Marine et le port de Brest du 3 avril au 23 août et est fait chef d'escadre des armées navales le 15 août.
Le 10 mars 1773, il obtient le commandement de la division vice-amirale à Brest puis est nommé chevalier d’honneur et écuyer de S.A.S la princesse Bathilde d'Orléans. 
René-Aymar de Roquefeuil meurt à Brest en 1780 à l'âge de soixante deux ans.

## Mariage et descendance
De son mariage avec Marie-Françoise de Remy de Bauve, il a cinq enfants :
1. Marie-Josèphe qui épousa le comte de Gestas ;
2. Alexandre-Amable de Roquefeuil, dit « le chevalier de Roquefeuil », jeune lieutenant de vaisseau de la Marine Royale (né en 1757) qui connut une courte notoriété à deux titres. Il fut, à 23 ans, le commandant de l'aviso L'Expédition, bâtiment d'escorte de la frégate La Surveillante commandée par M. du Couëdic de Kergoaler lors du combat livré le 6 octobre 1779 contre le HMS Quebec. Le combat des vaisseaux et de leurs escortes, de puissance équivalente, fut d'une exceptionnelle violence et du Couédic, malgré son habileté et son courage eut grand-peine à prendre le dessus. À l'issue du combat, après que Roquefeuil eut sévèrement endommagé le HMS Rambler, conserve du Quebec, les deux commandants d'avisos conviennent de cesser le combat et de porter assistance à La Surveillante, désemparée, et aux survivants du HMS Quebec qui venait d'exploser et de sombrer. Après la victoire de M. du Couédic, le chevalier de Roquefeuil, ayant à son bord tous les prisonniers britanniques rescapés du Quebec et du Rambler, remorqua la frégate La Surveillante, très endommagée, jusqu'au port de Dunkerque. Convié à Versailles pour rendre compte du combat (M.du Couédic étant mourant), il y retrouve la princesse Bathilde d'Orléans, duchesse de Bourbon dont le père était chevalier d'honneur et devient son amant. De ces amours naquit une fille, Adélaïde-Victoire, que la princesse gardera longtemps et discrètement auprès d'elle au palais de l'Élysée. Cette fille illégitime est une des ancêtres de l'aviateur Georges Guynemer et de plusieurs familles qui ont subsisté (ex: famille Doynel de La Sausserie). Le Chevalier Alexandre-Amable de Roquefeuil mourut quelques années après cette première rencontre avec la princesse, noyé en rade de Dunkerque le 22 août 1785 (il avait 28 ans).
3. Marie-Renée, chanoinesse, qui passe au Portugal lors de la Révolution, accompagne au Brésil la famille royale du Portugal et meurt à Rio de Janeiro ;
4. Jacques-Aymar, né en 1761 à Versailles est garde marine en 1770 et sert sous l'amiral comte de Grasse lors de la campagne d'Amérique à bord du Diadème. A la mort de son frère, il reprend le commandement du Cérès en 1785. Il est nomé lieutenant de vaisseau en 1787 avant d'émiger au Portugal puis au Brésil[6] ;
5. Jeanne-Louise, sœur jumelle de Jacques-Aymar qui épouse le vicomte Robert François d'Aché, chouan assassiné en Normandie en 1809.